# Întâmplări neobișnuite
Întâmplări neobișnuite (în franceză Sans dessus dessous) este un roman scris de Jules Verne în 1889, în care apar unele personaje din altă operă a sa, De la Pământ la Lună.

## Povestea
Artileriștii de la Gun-Club doresc să pună în practică una dintre revendicările exprimate în timpul întâlnirii din Tampa-Town (De la Pământ la Lună): redresarea axei Pământului pentru a o face perpendiculară pe planul eclipticii, la fel ca cea a planetei Jupiter. Operațiunea este proiectată a fi realizată cu ajutorul unei lovituri de tun, trasă dintr-un amplasament care e ținut secret aproape pe toată durata cărții. Pretextul acestui experiment este prezentat a fi exploatarea cărbunelui din zonele arctice, deși protagoniștii sunt în realitate mai interesați de demonstrația de forță în sine, reprezentată de redresarea planetară.
Planul este de a da naștere unei explozii gigantice în masivul Kilimanjaro folosind noua invenție a lui Nicholl, un exploziv puternic. Lumea intră în panică, iar explozia duce la pagube uriașe în zonă, fără însă a modifica înclinația axei. Un inginer francez demonstrează ulterior că explozia nu a fost destul de puternică, dar Barbicane, Nicholl și Maston nu mai repetă experimentul.

### Capitolele cărții
| - Capitolul I - în care North Polar Practical Association lansează o notificare în Lumea Veche și Lumea Nouă - Capitolul II - în care delegații englez, olandez, suedez, danez și rus sunt prezentați cititorului - Capitolul III - în care se face adjudecarea teritoriilor de la Polul Nord - Capitolul IV - în care apar vechi cunoștințe ale tinerilor noștri cititori - Capitolul V - în care mai întâi se pune întrebarea dacă există sau nu zăcăminte de cărbuni la Polul Nord - Capitolul VI - în care este întreruptă o convorbire telefonică între Mistress Scorbitt și J.T. Maston - Capitolul VII - în care președintele Barbicane nu spune mai mult decât îi convine să spună - Capitolul VIII - "Ca în Jupiter!" a spus președintele "Clubului artileriștilor" - Capitolul IX - în care apare un Deux ex machina de origine franceză - Capitolul X - în care încep să se ivească diferite manifestări de neliniște | - Capitolul XI - în care se arată ce se găsește și ce nu se mai găsește în carnetul lui J.T. Maston - Capitolul XII - în care J.T. Maston continuă să tacă vitejește - Capitolul XIII - la sfârșitul căruia J.T. Maston dă un răspuns de-a dreptul epic - Capitolul XIV - foarte scurt, dar în care necunoscuta X capătă o valoare geografică - Capitolul XV - care cuprinde câteva amănunte de-a dreptul interesante pentru locuitorii globului pământesc - Capitolul XVI - în care corul nemulțumiților capătă nuanțe de crescendo și rinforzando - Capitolul XVII - în care se arată ce s-a petrecut în regiunea Kilimandjaro timp de opt luni din acest an de pomină - Capitolul XVIII - în care populația din Wamasai așteaptă ca președintele Barbicane să-i strige căpitanului Nicholl: "Foc!" - Capitolul XIX - în care poate că lui J.T. Maston îi pare rău după vremurile când mulțimea voia să-l linșeze - Capitolul XX - în care se termină această poveste ciudată, pe cât de adevărată, pe atât de neverosimilă - Capitolul XXI - foarte scurt, dar cu totul liniștitor în ce privește viitorul lumii |

## Efectele planetare ale succesului proiectului
Jules Verne reușește să dea o notă de dramatism catastrofei potențiale, prezentând o eroare majoră în calculele principale, care va duce la eșecul complet al proiectului. Într-adevăr, dacă proiectul ar fi constituit un succes, consecințele la nivel planetar ar fi fost devastatoare: Polul Nord ar fi coborât până la 67 de grade latitudine nordică, iar nivelul apelor ar fi crescut până la 8,715 metri. Aceasta ar fi avut ca rezultat, printre altele, revărsarea Oceanului Atlantic și a Mediteranei, ridicarea Azorelor și a Bermudelor până la altitudinea Himalayei, înecarea sudului Africii, a Americii Latine  și a Orientului Îndepărtat din Siberia până în Java, precum și ridicarea cu mii de metri a Australiei și a împrejurimilor.

## Teme abordate în cadrul romanului
- Denunțarea excesului unei viziuni științifice și raționale a lumii (temă prezentă în multe dintre romanele din ultima perioadă a vieții lui Jules Verne, în special în În fața steagului, Cele 500 de milioane ale Begumei și Goana după meteor);
- Ironia îndreptată împotriva eroilor care vor să transforme lumea după placul lor.

## Lista personajelor
- J.-T. Maston - 58 de ani, calculator de geniu, membru în "Barbicane and Co"
- Evangelina Scorbitt - 45 de ani, văduvă milionară îndrăgostită de J.-T. Maston
- William S. Forster - membru în "North Polar Practical Association".
- Jacques Jansen - 53 de ani, delegat olandez, vechi consilier al Indiilor olandeze
- Eric Baldenak - delegat danez
- Jan Harald - delegat al Suediei și Norvegiei, profesor de cosmografie în Christiana
- Boris Karkof - delegat rus, fost militar
- Major Donellan - 60 de ani, delegat englez
- Dean Toodrink - secretarul maiorului Donellan, scoțian la origine
- Andrew R. Gilmour
- Flint
- Impey Barbicane - președinte al organizațiilor Gun-Club și "Barbicane and Co".
- Căpitanul Nicholl - membru al organizației "Barbicane and Co".
- Fire-Fire - servitorul negru al lui J.-T. Maston.
- Alcide Pierdeux - 35 de ani, matematician de geniu, inginer în corpul național minier francez
- John Prestice - președintele comisiei de anchetă
- John S. Wright - ministru de stat
- Richard W. Trust - consul american în Zanzibar
- Bâli-Bâli - sultan în Wamasaï, admirator necondiționat al membrilor Gun-Club-ului, care le furnizează mâna de lucru necesară construirii tunului gigantic într-una din coastele masivului Kilimanjaro.

## Traduceri în limba română
- 1955 - Întâmplări neobișnuite, Ed. Tineretului, traducere A. Ghițulescu, 174 pag.
- 1980 - Castelul din Carpați. Întâmplări neobișnuite, Ed. Ion Creangă, Colecția "Jules Verne", vol. 23, traducere Anghel Ghițulescu, 268 pag.
- 1995 - Întâmplări neobișnuite. Goana după meteor, Ed. Nemira, traducere Gellu Naum și Anghel Ghițulescu, 316 pag., ISBN 978-973-569-099-1
- 2005 - Un Pământ cu susu-n jos, Ed. Corint, traducere Manuela Coravu, 320 pag., ISBN 973-653-785-4
- 2007 - Întâmplări neobișnuite, Ed. Maxim Bit, 126 pag., ISBN 978-973-8976-90-0
- 2010 - Castelul din Carpați. Întâmplări neobișnuite, Ed. Adevărul, Colecția "Jules Verne", vol. 23, traducere Dorina Oprea, 340 pag., ISBN 978-606-539-156-7